# Afganistan na Letnich Igrzyskach Olimpijskich 1964
Afganistan na XVIII Letnich Igrzyskach Olimpijskich w Tokio reprezentowała ekipa licząca 8 mężczyzn.
Był to 5. start Afganistanu na letnich igrzyskach olimpijskich (poprzednie to 1936, 1948, 1956, 1960).

## Reprezentanci

### Zapasy
- waga kogucia w stylu klasycznym: Nour Ullah Noor – odpadł w eliminacjach
- waga piórkowa w stylu klasycznym: Nour Aka Sayed – odpadł w eliminacjach
- waga lekka w stylu klasycznym: Wahid Ullah Zaid – odpadł w eliminacjach
- waga pyłkowa w stylu wolnym: Faiz Mohammad Khakshar – odpadł w eliminacjach
- waga kogucia w stylu wolnym: Mohammad Daoud Anwary – odpadł w eliminacjach
- waga piórkowa w stylu wolnym: Mohammad Ibrahim Kederi – zajął 5. miejsce
- waga lekka w stylu wolnym: Djan-Aka Djan – odpadł w eliminacjach
- waga półśrednia w stylu wolnym: Shakar Khan Shakar – odpadł w eliminacjach